# 西田夏
西田 夏（にしだ なつ、1983年1月12日 - ）は、日本の元タレント、元女子プロレスラー。

## 経歴
埼玉県熊谷市出身。小さい頃から芸能界・タレント志望だったという。2000年にホリプロ主催の第4回夏のお嬢さんコンテストでグランプリ獲得、2000年11月デビュー。2001年ファイブスターガール。当人がバラエティ番組志望のこともあり、ホリプロ所属後すぐにバラエティ番組のプロデューサー中心にプロモートされたこともあって、バラエティ番組中心に出演。
2002年は久志麻理奈らと「HJPG（ホリプロ女子プロレス軍団）」を結成し、NEO女子プロレスに挑戦。NEO女子プロレスの甲田哲也社長をたぶらかす小悪魔タレントのギミックで活躍。同年5月3日には後楽園ホールで実際に試合を行い、はずかし固め（恥ずかし固め）を決められる場面が翌日のスポーツ新聞に掲載され、話題となった。その一方で、ジャンボ鶴田のジャンピング・ニー・バットを真似た「ジャンピング・ニーwithオー!」を習得（その後、仲村由佳、里歩へと伝承されていく）。
2003年に芸能活動を引退。ただしその後も、以前から出演歴のあった『たかじん胸いっぱい』（関西テレビ）に出演したことがある。
2004年2月1日にDA PUMPのYUKINARIと入籍、10月に長女を出産。しかし2007年12月、YUKINARIと離婚調停中であると一部スポーツ紙に報じられた。同年12月10日放送の『スーパーモーニング』（テレビ朝日）に出演し、夫YUKINARIの度重なるドメスティックバイオレンス（DV）を告白した。2010年4月16日、YUKINARIとの離婚が成立。
2011年に芸能活動を再開しボルドプロモーションへ所属したが、2012年に事務所の公式サイトからプロフィールが削除されており現在は事実上の引退状態にある。

## 人物
- 身長163cm、B80cm、W60cm、H90cm（2002年時点）、血液型O型[1][2]。
- 趣味はマラソン、料理[1][2]。
- 今（2002年9月時点）まで痴漢を捕まえたことが3回あると話していたことがある[2]。
- プロレスデビューした当時、その得意技はジャックナイフ固め、コブラツイストと紹介されている[2]。

## 出演

### テレビ
- 新体感クイズTV タッチアンサーズ（BS朝日） - レギュラーアシスタント[5]
- アッコとマチャミの新型テレビ（福岡放送）[4]
  - 頭にテレビの被り物をしてレギュラー出演[5]。
- エブナイSATURDAY（フジテレビ）[4]
  - ダイエット企画のコーナーにレギュラー出演。本人曰く、太ってしまっていたのでジムやエステでダイエットしながら水着キャンペーンガールオーディションを受けるという企画だった[5]。
- どうですか歌謡曲（ニッポン放送）[2]
- たかじん胸いっぱい（関西テレビ）[2]
- サンデージャングル（テレビ朝日）[4] - 『流行ジャングル』コーナー、レギュラーレポーター[3]
- 1億人の大質問!?笑ってコラえて!（日本テレビ）[4]
- 踊る!さんま御殿!!（日本テレビ）[5]
- やしがにのウインク（フジテレビ）[2]
- ダウンタウンDX（読売テレビ制作・日本テレビ系列）[3]

### 舞台
- REVOLUTION ～名もなき新撰組隊員の物語 （2003年3月5日 - 3月9日、東京芸術劇場小ホール）- メインキャスト[6]